# Передел (металлургия)
Переде́л (от рус. переделывать — делать заново, по-другому) — одна из стадий получения или переработки металла в чёрной и цветной металлургии. К переделам относятся: плавка и разливка металла, обжатие, прокат, трубное и метизное производство. Предприятия, реализующие часть полного металлургического цикла, называются передельными.

## Определение
Согласно БСЭ передел — это процесс переработки материала, в результате которого изменяются его химический состав, физические и механические свойства, агрегатное состояние (могут изменяться как все эти характеристики в совокупности, так и некоторые из них).
В БРЭ передел — это стадия получения или переработки металла, в процессе которого происходит изменения его химического состава, физических и механических свойств, агрегатного состояния.

## Классификация
Технологическая схема металлургического передела руды — это последовательность и оптимальные условия операций (физических и химических процессов), при которых достигаются наиболее высокие технико-экономические показатели процесса по себестоимости и по качеству получаемого металла. В практике применяются сотни разнообразных технологических схем получения металлов. Однако принципиальная сущность всех этих схем одна и та же — отделение данного металла от пустой породы и сопутствующих элементов. Весь комплекс операций, входящих в технологические схемы, делится на четыре стадии (передела), на каждой из которых решается определённая задача:
|   | Стадия (передел)                                               | Описание                                                                              |
| - | -------------------------------------------------------------- | ------------------------------------------------------------------------------------- |
| 1 | Получение рудного концентрата                                  | Механические способы (дробление, измельчение, обогащение)                             |
| 2 | Получение «химического» концентрата                            | Обжиг, спекание—разложение, хлорирование, ректификация, растворение—осаждение, плавка |
| 3 | Получение чернового металла или химического соединения металла | Хлорирование, фторирование, ректификация, экстракция, возгонка                        |
| 4 | Получение чистого металла                                      | Химические и физические методы очистки                                                |

В чёрной металлургии выделяется металлургический передел и вторичный передел чёрных сплавов. Металлургический передел включает в себя производство:
- агломерата, окатышей или брикетов;
- чугуна;
- доменных ферросплавов;
- стали;
- проката;
- элетроферросплавов;

В процессе металлургического передела чугун преобразуется в сталь, а она, в свою очередь, в прокат. Чугун, не предназначенный для дальнейшего передела, называется литейным.
В зависимости от особенностей проведения операций выделяют три группы процессов металлургического передела:
- пирометаллургические, протекающие при высоких температурах (700—2000°С): обжиг, восстановительные и окислительные плавки, возгонка, дистилляция;
- гидрометаллургические, когда проводят обработку рудного сырья водными растворами кислот, щелочей или солей, при которой извлекаемый металл переводится в раствор, а пустая порода остается в виде твердого остатка. Обработку ведут при относительно невысоких температурах: 20—300°С:
- электрометаллургические, при которых используют электрический ток для проведения окислительно-восстановительных процессов в водных растворах или расплавленных солях, в результате чего на одном из электродов выделяется целевой металл.

В большинстве технологических схем получения металлов используются комбинации указанных выше трех методов. Технологические схемы получения металлов оказываются тем сложнее, чем меньше концентрация данного металла в сырье и чем больше в нём примесей, чем ближе физико-химические свойства примесей к свойствам извлекаемого металла, чем чище по содержанию примесей требуется получить металл или его химическое соединение.
Конечной продукцией металлургического производства могут быть чистые металлы, их сплавы с другими элементами, а также химические соединения (например, оксиды). При этом металлы и их сплавы получают в большинстве случаев в виде расплава, который разливают в различной величины и формы слитки. Но тугоплавкие металлы получаются в виде порошков или пористой массы — губки, которые превращают в компактные образцы либо с помощью дуговой или электронно-лучевой плавки, либо методом порошковой металлургии.

## История
Исторически первым передельным процессом был кричный передел, когда чугун превращался в ковкое железо в кричном горне при помощи древесного угля и шлаков. В кричном горне примеси железа — углерод, кремний и марганец — окислялись, что придавало железу ковкость.